# Easley (Carolina del Sud)
Easley è una città di 20.540 abitanti degli Stati Uniti d'America situata nelle contee di Anderson e Pickens nello Stato della Carolina del Sud.